# Kommunalwahlen in Hessen 1981

Wappen des Landes Hessen

Die Kommunalwahlen in Hessen 1981 fanden am 22. März 1981 statt. Als stärkste kommunale Kraft gingen die Christdemokraten mit 8 Prozentpunkten Vorsprung vor der SPD Hessen hervor. Die Grünen kamen nach der Gründung ihres Landesverbands im Jahr 1979 aus dem Stand auf landesweit 4,3 %.

## Ergebnisse
3,99 Millionen Wähler waren wahlberechtigt und 76,3 % gingen zur Wahl. Dies bedeutete ein leichtes Sinken der Wahlbeteiligung im Vergleich zur Wahl 1977 um 3,2 Prozentpunkte.
Bei der Wahl in den Kreisen und kreisfreien Städten ergaben sich folgende Ergebnisse:
| Partei        | Ergebnis | Veränderung |
| ------------- | -------- | ----------- |
| SPD           | 39,4 %   | - 2,9 %p    |
| CDU           | 47,4 %   | - 0,5 %p    |
| GRÜNE         | 4,3 %    | + 4,3 %p    |
| FDP           | 6,0 %    | + 0,6 %p    |
| Wählergruppen | 2,2 %    | - 0,8 %p    |
| Sonstige      | 2,9 %    | - 1,6 %p    |

Für die Ergebnisse in ausgewählten hessischen Städten siehe:
- Darmstadt
- Frankfurt am Main
- Fulda
- Kassel
- Offenbach am Main
- Wiesbaden